# Arlempdes

Arlempdes este o comună în departamentul Haute-Loire, Franța. În 2009 avea o populație de 131 de locuitori.